# Shinsei (manzana)
Shinsei (en japonés: 新生) es el nombre de la variedad cultivar de manzano (Malus domestica). 
Un híbrido de manzana del cruce de 'Golden Delicious' x 'Early McIntosh'. Criado en 1930 en la "Estación Experimental de Manzanas de Aomori" Japón. Descrito y nombrado en 1948. Las frutas tienen pulpa blanca y crujiente con un sabor subácido y aromático.

## Historia
'Shinsei' es una variedad de manzana, híbrido del cruce de 'Golden Delicious' x 'Early McIntosh'. Desarrollado y criado a partir de Parental-Madre 'Golden Delicious' mediante una polinización por Parental-Padre la variedad 'Early McIntosh'. Criado en 1930 en la "Estación Experimental de Manzanas de Aomori" Japón. Descrito y nombrado en 1948.
'Shinsei' está cultivada en diversos bancos de germoplasma de cultivos vivos tales como en National Fruit Collection (Colección Nacional de Fruta) de Reino Unido con el número de accesión: 1953-002 y Nombre Accesión : Shinsei.

## Características
'Shinsei' árbol de extensión erguida, de vigor moderadamente vigoroso, portador de espuela. Tiene un tiempo de floración que comienza a partir del 6 de mayo con el 10% de floración, para el 11 de mayo tiene una floración completa (80%), y para el 18 de mayo tiene un 90% caída de pétalos. Presenta vecería. La fruta crece en racimos.
'Shinsei' tiene una talla de fruto pequeño que tiende a mediano; forma redondos que tienden a cónicos, altura 51.00mm, y anchura 57.00mm; con nervaduras medias, y corona muy débil; epidermis con color de fondo verde que madura a amarillo, con un sobre color rosa, importancia del sobre color media, y patrón del sobre color chapa, presentando a veces un rubor rojo muy tenue en la cara expuesta al sol, lenticelas pequeñas, dispersas, de color verde oscuro, "russeting" (pardeamiento áspero superficial que presentan algunas variedades) muy bajo; cáliz mediano y se encuentra parcialmente abierto en una cuenca profunda y estrecha; pedúnculo muy largo y delgado, insertado en una cavidad profunda y estrecha que generalmente tiene un ligero "russeting"; carne de color blanco, blanco, crujiente. Jugoso y muy azucarado.
Su tiempo de recogida de cosecha se inicia a finales de septiembre. Se mantiene bien durante dos meses en cámara frigorífica.

## Usos
Una excelente manzana para comer en postre de mesa.

## Ploidismo
Diploide, auto estéril. Grupo de polinización: D, Día 12.